# Long Road Out of Eden
| 전문가 평가   | 전문가 평가 |
| 총 점수       | 총 점수     |
| 출처          | 점수        |
| ------------- | ----------- |
| 메타크리틱    | 60/100      |
| 평가 점수     |             |
| 출처          | 점수        |
| AllMusic      | [ 2 ]       |
| Rolling Stone | [ 3 ]       |
| Uncut         | [ 4 ]       |
| Sputnikmusic  | [ 5 ]       |

《Long Road Out of Eden》은 2007년 10월 30일, 로스트 하이웨이 레코드에서 발매된 미국의 록 밴드 이글스의 일곱 번째이자 가장 최근의 스튜디오 음반이다. 거의 6년 간의 제작 기간 동안, 그것은 1979년 《The Long Run》 이후 이 밴드의 첫 스튜디오 음반이다. 그 사이에 밴드는 라이브 음반 《Hell Freezes Over》 (1994년), 《The Very Best Of》 (2003년)의 〈Hole in the World〉를 위해 네 개의 오리지널 스튜디오 트랙을 녹음했고, 그리고 조 월시는 2005년 《Farewell 1 Tour: Live from Melbourne》 DVD를 위해 〈One Day a Time〉을 작곡했고, 이후 이 음반은 2012년 그의 음반 《Analog Man》을 위해 다시 녹음했다.
이 음반은 2001년 돈 펠더가 해고된 이후 발매된 이 밴드의 첫 번째 음반이자 2016년 그가 죽기 전 글렌 프라이와 함께한 마지막 음반이다.
이 음반은 J. D. 사우더의 〈How Long〉과 〈Busy Being Fabulous〉를 커버한 핫 컨트리 송 차트에서 두 개의 싱글을 만들어냈으며, 둘 다 컨트리 차트에서 톱 30 히트곡과 핫 어덜트 컨템포러리 트랙 차트에서 톱 20 히트곡이었다. 이 음반은 〈How Long〉, 〈Busy Being Fabulous〉, 〈No More Cloud Days〉, 〈What Do I Do With My Heart〉, 〈I Don't Hear Anymore〉로 핫 어덜트 컨템포러리 트랙 차트에서 5연속 히트곡을 만들어냈다.
이 음반은 《빌보드》(브리트니 스피어스의 높은 기대를 받고 있던 《Blackout》도 차트 1위를 막았다)의 막판 룰 변경 후 미국에서 1위로 데뷔했고, 밴드에게 〈How Long〉과 기악곡 〈I Dream There No War〉로 그래미 어워드 2개 부문을 수상했다. 이 음반은 그 밴드의 6번째 연속 1위 음반이 되었고, 그 해 가장 많이 팔린 음반이었다. 그 이후 미국에서만 350만 장이 팔렸다. 길이가 90분을 넘는 더블 음반인 이 음반은 미국 음반 산업 협회로부터 700만 장의 디스크를 출하하여 7배 플래티넘 인증을 받았다.

## 배경
헨리에 따르면 헨리는 그들(프라이와 헨리)이 이미 음반을 제작하는 법을 배웠기 때문에 빌 심칙의 역할을 "중재자, 상담역, 무대 감독"로 묘사했지만, 이전 음반을 프로듀싱한 심칙은 음반의 프로듀서였다.
《Long Road Out of Eden》의 세 가지 스튜디오 버전인 〈No More Cloud Days〉, 〈Do Something〉, 〈Fast Company〉는 2006년 DVD 발매인 《Farewell 1 Tour: Live from Melbourne》의 월마트 전용 특별판 보너스 CD로 처음 출시되었다.
2007년 8월 20일, 이글스와 함께 최고의 히트곡인 〈Best of My Love〉, 〈Victim of Love〉, 〈Heartache Tonight〉, 〈New Kid in Town〉을 공동 작곡한 J. D. 사우더의 곡 〈How Long〉이 야후! 뮤직에서 온라인 비디오와 함께 라디오 싱글로 발매되었고, 2007년 8월 23일 《톱 20 카운트다운》 동안 CMT를 통해 데뷔하였다. 밴드는 1970년대 초중반 라이브 세트의 일부로 이 노래를 공연했지만, J. D. 사우더가 그의 첫 솔로 음반에 이 곡을 사용하고자 했기 때문에 당시에는 녹음하지 않았다.
《Long Road Out of Eden》의 《Deluxe Collector》 에디션은 2007년 11월 20일 발매되었으며, 두 개의 보너스 트랙인 〈Hole in the World〉와 〈Please Come Home for Christmas〉가 수록되어 있다. 이 CD 버전은 빨간색 리넨 천으로 싸여 있으며 파노라마 이미지가 인쇄된 스크린에 40페이지 분량의 책자에는 가사, 크레딧, 독점 사진, 그리고 〈How Long〉 비디오를 만들 때의 사막 장면이 포함되어 있다.
〈No More Walks in the Wood〉는 존 홀랜더의 21행 시 〈An Old-Fashed Song〉의 가사를 사용한 노래이다. 이 곡은 기타 코드와 4부로 나뉘어져 있지만 대부분 아카펠라로 불린다.

## 곡 목록
| #   | 제목                              | 작사·작곡                           | 리드 보컬                                       | 재생 시간 |
| --- | --------------------------------- | ----------------------------------- | ----------------------------------------------- | --------- |
| 1.  | 〈No More Walks in the Wood〉     | 돈 헨리, 스튜어트 스미스, 존 홀랜더 | 돈 헨리, 글렌 프라이, 조 월시, 티머시 B. 슈미트 | 2:00      |
| 2.  | 〈How Long〉                      | J. D. 사우더                        | 프라이, 헨리                                    | 3:16      |
| 3.  | 〈Busy Being Fabulous〉           | 헨리, 글렌 프라이                   | 헨리                                            | 4:20      |
| 4.  | 〈What Do I Do with My Heart〉    | 헨리, 프라이                        | 프라이, 헨리                                    | 3:54      |
| 5.  | 〈Guilty of the Crime〉           | 프랭키 밀러, 제리 린 윌리엄스       | 월시                                            | 3:43      |
| 6.  | 〈I Don't Want to Hear Any More〉 | 폴 캐럭                             | 슈미트                                          | 4:21      |
| 7.  | 〈Waiting in the Weeds〉          | 헨리, 스미스                        | 헨리                                            | 7:46      |
| 8.  | 〈No More Cloudy Days〉           | 프라이                              | 프라이                                          | 4:03      |
| 9.  | 〈Fast Company〉                  | 헨리, 프라이                        | 헨리                                            | 4:00      |
| 10. | 〈Do Something〉                  | 헨리, 티머시 B. 슈미트, 스미스      | 슈미트, 헨리                                    | 5:12      |
| 11. | 〈You Are Not Alone〉             | 프라이                              | 프라이                                          | 2:24      |

| #  | 제목                               | 작사·작곡            | 리드 보컬 | 재생 시간 |
| -- | ---------------------------------- | -------------------- | --------- | --------- |
| 1. | 〈Long Road Out of Eden〉          | 헨리, 프라이, 슈미트 | 헨리      | 10:17     |
| 2. | 〈I Dreamed There Was No War〉     | 프라이               | 기악      | 1:37      |
| 3. | 〈Somebody〉                       | 잭 템친, 존 브래넌   | 프라이    | 4:09      |
| 4. | 〈Frail Grasp on the Big Picture〉 | 헨리, 프라이         | 헨리      | 5:46      |
| 5. | 〈Last Good Time in Town〉         | 조 월시, 사우더      | 월시      | 7:07      |
| 6. | 〈I Love to Watch a Woman Dance〉  | 래리 존 맥널리       | 프라이    | 3:16      |
| 7. | 〈Business as Usual〉              | 헨리, 스미스         | 헨리      | 5:31      |
| 8. | 〈Center of the Universe〉         | 헨리, 프라이, 스미스 | 헨리      | 3:42      |
| 9. | 〈It's Your World Now〉            | 프라이, 템친         | 프라이    | 4:22      |

## 인증
| 국가                                                  | 인증        | 판매량/출하량 |
| ----------------------------------------------------- | ----------- | ------------- |
| 오스트레일리아 (ARIA)                                 | 3× 플래티넘 | 210,000^      |
| 오스트리아 (IFPI 오스트리아)                          | 플래티넘    | 20,000*       |
| 벨기에 (BEA)                                          | 골드        | 15,000*       |
| 덴마크 (IFPI Danmark)                                 | 플래티넘    | 30,000^       |
| 핀란드 (Musiikkituottajat)                            | 골드        | 15,983        |
| 독일 (BVMI)                                           | 골드        | 100,000^      |
| 아일랜드 (IRMA)                                       | 플래티넘    | 15,000^       |
| 한국                                                  | —           | 2,597         |
| 네덜란드 (NVPI)                                       | 플래티넘    | 70,000^       |
| 뉴질랜드 (RMNZ)                                       | 3× 플래티넘 | 45,000^       |
| 폴란드 (ZPAV)                                         | 플래티넘    | 20,000*       |
| 러시아 (NFPF)                                         | 골드        | 10,000*       |
| 스웨덴 (GLF)                                          | 플래티넘    | 40,000^       |
| 스위스 (IFPI 스위스)                                  | 골드        | 15,000^       |
| 영국 (BPI)                                            | 2× 플래티넘 | 600,000^      |
| 미국 (RIAA)                                           | 7× 플래티넘 | 7,000,000^    |
| *판매량을 기반으로 한 인증 ^출하량을 기반으로 한 인증 |             |               |